# Eressa sumatrona
Eressa sumatrona là một loài bướm đêm thuộc phân họ Arctiinae, họ Erebidae.